# Вишнёвая (Белёвский район)
Вишнёвая — деревня в Белёвском районе Тульской области России. Население - 3 человека (2021).
В рамках административно-территориального устройства входит в Слободской сельский округ Белёвского района, в рамках организации местного самоуправления входит в сельское поселение Левобережное.

## География
Расположена в 10 км к юго-западу от районного центра, города Белёва, и в 116 км к юго-западу от областного центра. 

## История
В 1961 году указом Президиума Верховного Совета РСФСР деревня Хамкино переименована в Вишнёвая.

## Население
| 2010 |
| ---- |
| 3    |